# Henry Bessemer
Sir Henry Bessemer (1813 - 1898) fou un enginyer i inventor anglès, fonedor de tipus d'impremta, pioner de la siderúrgia moderna i inventor del procés de refinat d'acer que porta el seu nom (el procés Bessemer, que s'aplica en els forns Thomas-Bessemer de la siderúrgia).
Des de la seva infància va mostrar una gran capacitat de treball i inventiva. Va fer la seva fortuna mitjançant una fórmula secreta per fabricar "pols d'or", una purpurina a base de pols de llautó i pintura que va envair el mercat i va daurar tota Anglaterra: marcs de quadres, interiors de palaus i esglésies, figures de fusta o escaiola, carruatges, vaixells, etc.
Durant la guerra de Crimea va inventar un projectil d'artilleria molt eficaç, però els tècnics militars van informar que els canons de ferro colat de l'època no resistien la força d'aquest nou projectil.

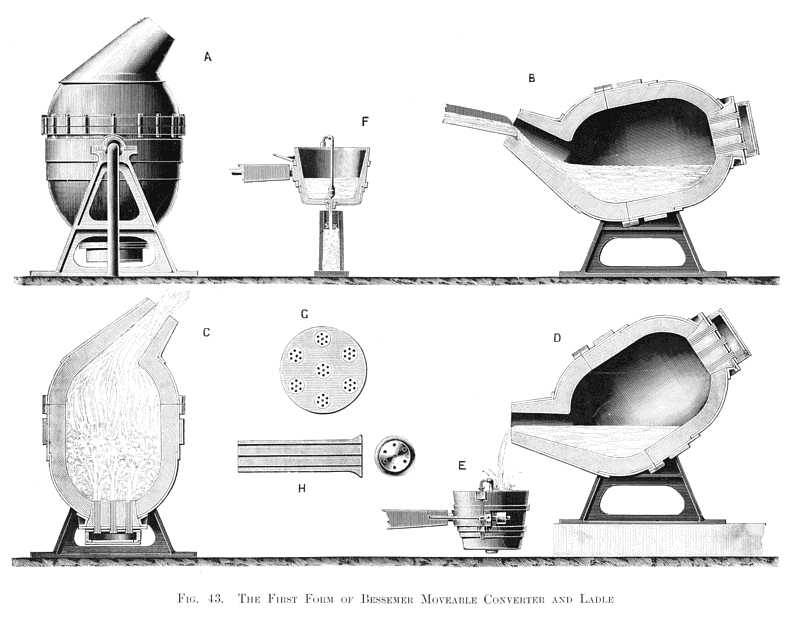
Convertidor Bessemer

Bessemer es va centrar a resoldre l'assumpte i així, el 1855, va patentar un procés de refinament i reducció de ferro per produir acer en quantitats industrials a baix cost. El procediment consistia a bufar aire a pressió en el fons de la cullera on es colava el ferro colat. L'aire fa reaccionar l'oxigen amb el silici, després amb el carboni i seguidament amb el fòsfor, tots ells impureses del ferro de la fosa. La reacció de l'oxigen i el silici és molt exotèrmica, el que fa que el metall se seguís fonent sense necessitat de gastar més combustible. L'aire s'injecta a pressió per la part de baix del recipient que té la forma d'una cullera oberta, i s'atura fins que apareix una flama vermella, indicant l'oxidació del ferro.
Amb el temps la cullera oberta va ser substituïda per la cullera ovoïdal oberta en la superfície superior, mecanisme que encara es coneix com a convertidor Bessemer. Actualment el procés Bessemer està en decadència substituït pels seus hereus; els processos Linde o LD de bufat a pressió d'oxigen pur.
L'impacte d'aquest invent, en el context de la Revolució industrial, va ser immens. Mentre naixia la indústria pesant: drassanes, ferrocarrils, maquinària fabril, etc. es va aconseguir una matèria primera abundant i barata. L'acer que ara s'aconseguia en grans quantitats va fer factibles altres èxits. Gràcies a Bessemer es van poder construir grans vaixells d'acer, millors i més barats, ponts, ferrocarrils, gratacels, o eines que van revolucionar l’agricultura i augmentar-ne la productivitat. Tot el que va caracteritzar al segle xix com a impulsor del segle xx.

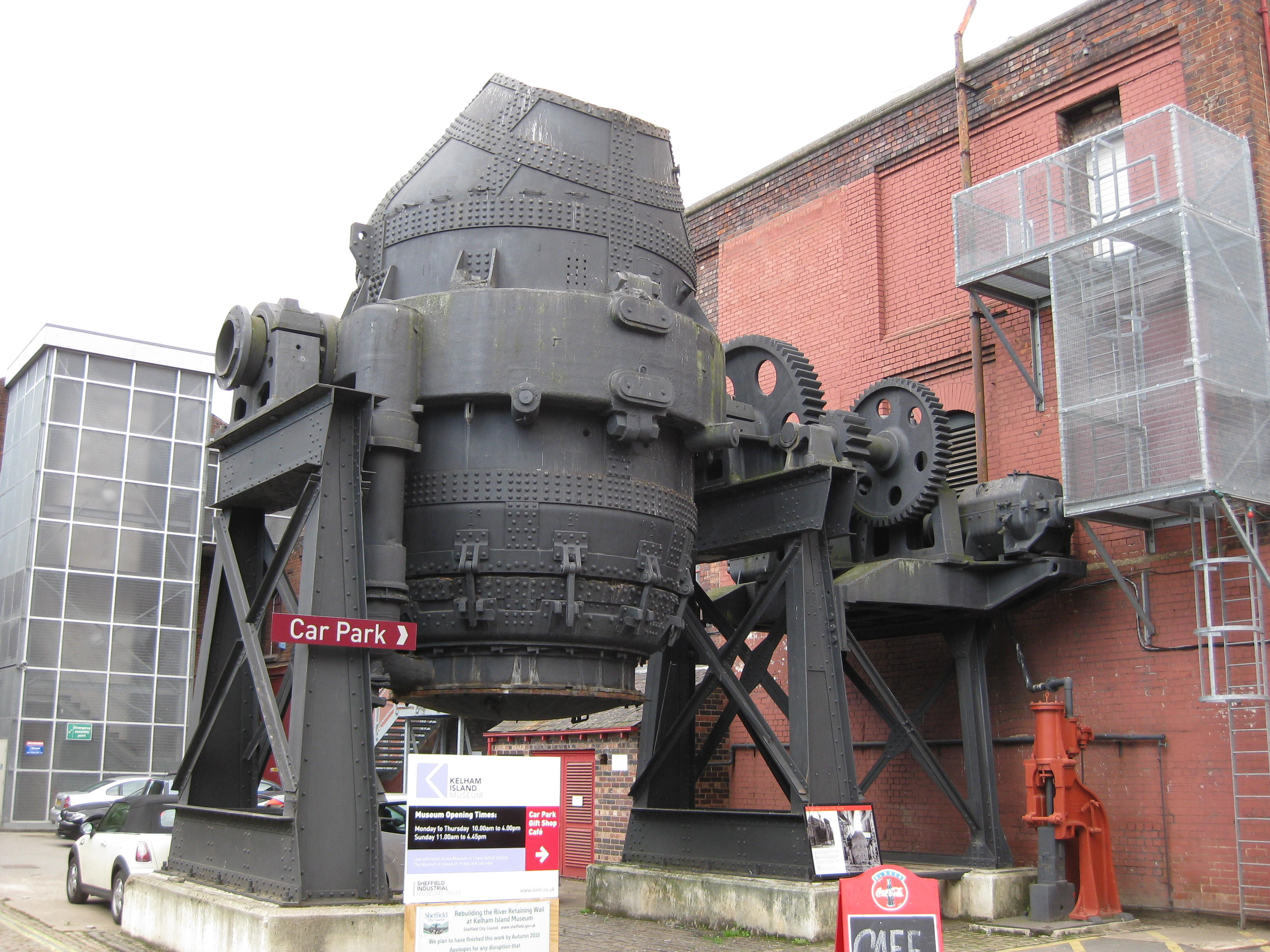
Convertidor Bessemer, Kelham Island Museum, Sheffield, Anglaterra (2010).

Va experimentar amb la fusió de metalls a través de l'ús d'un forn solar de 305 centímetres de diàmetre, construït amb molts miralls plans diminuts.